# Sozialanthropologie
Sozialanthropologie (lateinisch socius „Gefährte“, altgriechisch ánthrōpos „Mensch“ und -logie) ist ein Teilbereich der Ethnologie (früher Völkerkunde, heute auch Sozial- und Kulturanthropologie). Als Sozialwissenschaft untersucht sie den Menschen als soziales Wesen in gesellschaftlichen Zusammenhängen, sowohl bei den heute weltweit rund 1300 Ethnien und indigenen Völkern als auch in anderen kollektiven Lebenszusammenhängen wie Familien- und Verwandtschaftsverbänden, Organisationen, urbanen Räumen u. a. m. Darin unterscheidet sie sich von der Kulturanthropologie (Volkskunde des deutschen und europäischen Kulturraums), wobei sich einige theoretische und methodologische Ansätze dieser beiden Teilbereiche der Disziplin überschneiden.
Die Bezeichnung Sozialanthropologie wurde in den 1960er Jahren im Deutschen vor allem vom Ethnologen Wilhelm Emil Mühlmann für eine kurze Zeit als Entsprechung zum britischen social anthropology oder französischen anthropologie sociale verwendet. In den letzten Jahrzehnten erlebt die Bezeichnung Sozialanthropologie aber eine Wiedergeburt, um in Europa gepflegte Ethnologien gegenüber der nordamerikanisch geprägten internationalen Disziplin cultural anthropology aufzuwerten (etwa durch die Gründung der Fachgesellschaft European Association of Social Anthropologists) und dadurch einer durch Transnationalisierung und Globalisierung kompetitiveren Forschungslandschaft Rechnung zu tragen. In der Praxis der Forschung und der Lehre jedoch arbeiten heute sowohl deutsche als auch internationale Sozial- wie Kulturanthropologen ethnologisch, d. h., sie beziehen sich auf den Menschen als sowohl kulturell wie auch sozial geprägtes Wesen. So betont die Deutsche Gesellschaft für Sozial- und Kulturanthropologie die Gemeinsamkeit der Methoden beider Wissenschaften mit denen der Ethnologie: Diese Wissenschaften befassen sich mit der „Vielfalt menschlicher Lebensweisen aus einer primär gegenwartsbezogenen Perspektive. Die Gegenstandsbereiche der Disziplin sind entsprechend breit gefächert: sie umfassen die sozialen, wirtschaftlichen, politischen und religiösen Organisationsformen sowie die Norm- und Wertsysteme, die menschliches Handeln motivieren“. Sie nähern sich ihren Themen in „lokal verdichteter Weise und aus der emischen Perspektive“, d. h. der Forscher nimmt dabei einen Standpunkt innerhalb eines Systems oder einer Kultur ein.

## Social anthropology(Großbritannien)
Die social anthropology (englisch) entstammt der britischen Forschungstradition. Zu ihren Begründern zählen der von Durkheim beeinflusste Alfred Radcliffe-Brown sowie der Begründer der Feldforschung Bronisław Kasper Malinowski, die mit der von ihnen begründeten funktionalistischen Methode die Kohäsion indigener Gesellschaften und die Stabilität ihrer Institutionen und Strukturen analysierten.
Im deutschsprachigen Raum trat die Sozialanthropologie seit den 1960er Jahren in Erscheinung; dieser Begriff wurde hier mit der Zeit jedoch größtenteils zugunsten der Bezeichnungen Ethnologie oder Ethnosoziologie aufgegeben. Im Zuge der Globalisierung auch von Forschung und Wissenschaft erfährt der Anthropologie-Begriff im deutschsprachigen Raum allerdings seit einiger Zeit eine Renaissance.

## Cultural anthropology(USA)
Im US-amerikanischen wiederum existiert als Pendant zur Ethno(sozio)logie und social anthropology europäischer Prägung die cultural anthropology, die inhaltlich jedoch eine geringere Affinität zur Soziologie aufweist. Seit den 1960er Jahren wurde allerdings auch die cultural anthropology in Deutschland zunehmend rezipiert. Als Wegbereiter der cultural anthropology gilt neben Malinowski vor allem Franz Boas – ursprünglich Professor der physischen (= naturwissenschaftlichen oder konkreter: biologischen) Anthropologie –, der sie ab Mitte der 1930er Jahre aus der amerikanischen Anthropologie entwickelte. Bis in die 1940er Jahre galt sie zunächst als Teilgebiet der Ethnologie, bevor sie sich in den USA als eigenständige Forschungsrichtung innerhalb der (geisteswissenschaftlichen) Anthropologien emanzipieren konnte.
Trotz der formalen Namensgleichheit ist die cultural anthropology nicht deckungsgleich mit der an deutschen Universitäten vertretenen Disziplin der Kulturanthropologie. (Zu Übereinstimmungen und Unterschieden siehe dort.)

## Ältere deutsche Sozialanthropologie
Im Deutschen bezeichnete Sozialanthropologie jedoch bereits seit den 1880er Jahren ein Teilgebiet der physischen Anthropologie, das sich mit Fragen der Vererbung von Eigenschaften innerhalb sozialer Gruppen befasste. Ihre Blüte erlebte sie vor dem Nationalsozialismus, als sie sich, wie auch die Anthropologie, auf der Basis (wissenschaftlich widerlegter) Rassentheorien mit Fragen der Definitionen, Beziehungen und Eigenschaften und Fortpflanzungssteuerung angenommener „menschlicher Rassen“ beschäftigte. Sie suchte wissenschaftliche Anerkennung, d. h. die Anwendung ihrer Aussagen durch die Geschichts- und Wirtschaftswissenschaften, und politischen Einfluss auf staatliche Maßnahmen auf rassenpolitischer Grundlage. Ausgangs der 1940er Jahre verstummte sie, so dass der Begriff späterhin langsam frei wurde. Allerdings war es der in der NS-Zeit auf biologischer Grundlage arbeitende Ethnologe Mühlmann, der in den 1960er Jahren genau diesen Begriff wieder in die deutsche Wissenschaftslandschaft einzuspeisen versuchte.
Als wichtigste Vertreter galten:
- Otto Ammon (1842–1916). Ursprünglich Ingenieur, gründete der „Rassenforscher“ 1885 die Anthropologische Kommission in Karlsruhe.
- Ludwig Woltmann (1871–1907), Mediziner, der als Verfechter rassistischer und sozialdarwinistischer Thesen die Monatszeitschrift Politisch-anthropologische Revue herausgab.

## Gegenwärtige Sozial- und Kulturanthropologie (Ethnologie)

### Allgemeines
Die Ethnologie (Sozial- und Kulturanthropologie) hat sich mittlerweile von der Tradition der physischen Anthropologie gelöst und stellt ein eigenes, sozial- und kulturwissenschaftliches Fachgebiet dar. Der Teilbereich der Sozialanthropologie beschäftigt sich dabei mit der wissenschaftlichen Analyse des Menschen als soziales Wesen in einer Gesellschaft oder Gruppe. In diesem Zusammenhang spricht man von Sozialstruktur und Interaktion. Die Struktur ist das, was dem konkreten Handeln zugrunde liegt (zum Beispiel Familienstruktur, Firmenstruktur, politische Struktur, Weltsystem), die soziale Interaktion bezeichnet das Handeln selbst, das innerhalb der Strukturen stattfindet und diese womöglich auch verändert. Es handelt sich also um eine Wechselwirkung. Entgegen der westlichen Doktrin des Individualismus neigt der Mensch dazu Gemeinschaften und Gruppen zu bilden. Diese Gruppen können ganz unterschiedlicher Natur sein – zum Beispiel ethnische Gruppen, politische Gruppen oder wirtschaftliche Gruppen oder soziale Klasse als auch familiäre oder religiöse Gruppen. Soziale Struktur und Interaktion sind Phänomene, die es sowohl zwischen als auch innerhalb dieser Gruppen gibt
Diese Phänomene können auf unterschiedlichen Ebenen analysiert werden:
- einer Makroebene: man analysiert soziale Phänomene im großen Zusammenhang, also zum Beispiel soziale Struktur, Netzwerke und Interaktion auf globaler Ebene; Globalisierungstheorien, Weltsystem-Theorien, Netzwerkanalysen
- einer Mikroebene: man analysiert soziale Strukturen und Verhalten einer konkreten, überschaubaren Gemeinschaft (zum Beispiel einer Dorfgemeinschaft oder einer Familie). Allerdings darf auch bei der Analyse der Mikroebene der größere Kontext (Makroebene) nicht außer Acht gelassen werden. So lebt beispielsweise eine Familie nicht in einem luftleeren Raum, sondern unter bestimmten politischen, strukturellen und ökonomischen Rahmenbedingungen.

Hier besteht gegenwärtig [2016] eine sehr starke Überschneidung mit Materien der Ethnologie, der Ethnosoziologie, und der Soziologie. Gemeinsam sind beispielsweise die Gegenstände der Ethnizität oder der ethnischen Gruppe, die sich vom Begriff Volk, zentral für die vormals bedeutsame Disziplin der Ethnologie (Völkerkunde), unterscheiden. Methodologisch allerdings ist die Sozialanthropologie mit der Ethnologie – insbes. durch die Methode der teilnehmenden Beobachtung als Königsweg, was beide wiederum von der Soziologie unterscheidet – identisch. Insofern sind in der Regel die Begrifflichkeiten Ethnologie, Kulturanthropologie, Sozialanthropologie, oder eine Kombination aus beiden (Kultur- und Sozialanthropologie) synonym zu verstehen.

### Fragestellungen
Aufgrund der Breite der Themengebiete ergeben sich viele mögliche Fragestellungen. Einige der prominentesten seien hier angeführt:
1. Macht und Rang: Wie funktioniert Macht, wie wird sie errungen und legitimiert? Wie entstehen hierarchische Strukturen und wie werden diese reproduziert oder verändert? Ein wichtiger Vertreter dieser Schule ist Pierre Bourdieu.
2. Identitäten: Wie bilden sich Identitäten, sowohl kollektive Identitäten wie zum Beispiel ethnische Gruppen als auch individuelle Identitäten.
3. Geschlechter: Wie werden geschlechtliche Unterteilungen vorgenommen und welche Rolle spielen diese in einer Gesellschaft? Die binäre Geschlechtskategorisierung ist nicht selbstverständlich, es gibt dritte Geschlechter, beispielsweise in Indien die Hijras. Die sozialanthropologisch orientierte Geschlechterforschung (Gender Studies) beschäftigt sich damit, wie es zu diesen geschlechtlichen Einteilungen kommt und welche sozialen Auswirkungen sie haben.
4. Verwandtschaft: Wie werden Verwandtschaft und Familie konstruiert? Es gibt keine bekannte Gesellschaft, die völlig auf verwandtschaftliche Beziehungen verzichtet, aber die konkrete Bedeutung von Verwandtschaftsverhältnissen für die soziale Organisation ist unterschiedlich.
5. Rituale: Welche Rituale oder rituellen Praktiken sind in einer Gesellschaft bedeutsam und welche Strukturen liegen ihnen zugrunde? Welche Mythen begleiten oder legitimieren die Rituale? Viele sind für diejenigen, die sie praktizieren, zu normal, um überhaupt als rituell wahrgenommen zu werden. Jemand, der in ein europäisches Haus zum Essen eingeladen würde und anstatt Messer und Gabel nur die Finger seiner rechten Hand benützte, würde dort ungeschriebene Regeln mehr oder minder schwer verletzen (vergleiche Manieren). Welche Regeln in einer Gesellschaft oder einer Gruppe warum existieren, und wie und von wem sie gestaltet und auch verändert werden, oder von wem sie warum befolgt, manipuliert oder verletzt werden, ist ein weiterer Schwerpunkt sozialanthropologischer Forschung.